# Partida Romilor „Pro-Europa“
Die Partida Romilor „Pro-Europa“ (Partei der Roma „Pro-Europa“, kurz PRPE), von 1990 bis 2001 Partida Romilor und von 2001 bis 2007 Partida Romilor Social-Democrată din România (Sozialdemokratische Partei der Roma in Rumänien, kurz ROMII), ist eine politische Partei, die die Interessen der Roma-Minderheit in Rumänien vertritt. Ihr Vorsitzender ist Nicolae Păun. Die Partei hält momentan einen dauerhaften Sitz im rumänischen Abgeordnetenhaus.

## Vertretung im Parlament
Die Partei wurde im Jahre 1990 nach der rumänischen Revolution gegründet. Sie ist die offizielle politische Vereinigung der Roma-Minderheit in Rumänien und hat daher ungeachtet ihrer Wahlerfolge einen dauerhaften Sitz im Abgeordnetenhaus. Seit ihrer Zulassung im Jahre 1992 trat die Partei bei sämtlichen Wahlen an, konnte aber bisher die für das Erlangen weiterer Sitze notwendige 5-Prozent-Hürde nicht überspringen. Bei den Parlamentswahlen in den Jahren 2000 und 2004 unterzeichnete die Partei der Roma ein Protokoll zur wechselseitigen Wahlunterstützung mit den Sozialdemokraten.
Den dauerhaften Sitz hielten bisher Gheorghe Răducanu von 1992 bis 1996, Mădălin Voicu von 1996 bis 2000 und Nicolae Păun von 2000 von 2004, von 2004 bis 2008 und seit 2008. Die Parteivertreter werden auf lokaler Ebene gewählt.

## Wahlergebnisse
| Wahl | Stimmen | %   | Mandate |
| ---- | ------- | --- | ------- |
| 1992 | 52.704  | 0,5 | 1 / 341 |
| 1996 | 82.195  | 0,7 | 1 / 343 |
| 2000 | 71.786  | 0,7 | 1 / 345 |
| 2004 | 56.076  | 0,6 | 1 / 332 |
| 2007 | 58.903  | 1,1 | 0 / 35  |
| 2008 | 44.037  | 0,6 | 1 / 334 |
| 2012 | 22.124  | 0,3 | 1 / 412 |
| 2016 | 13.126  | 0,2 | 1 / 329 |
| 2020 | 14.523  | 0,2 | 1 / 330 |
| 2024 |         |     | 1 / 330 |